# Laluska Balázs
Laluska Balázs (Szeged, 1981. június 20. –) magyar válogatott kézilabdázó. Laluska Eszter kézilabdázó bátyja. Korábban az FKSE-Algyő utánpótlásában dolgozott. Jelenleg Szegeden, a PC Trade SZNKE utánpótlásánál edző. Posztja jobbátlövő volt de, ennek ellenére a védekezésben is részt vett, versenyzőként magassága 202 cm és súlya 101 kg volt.

## Klubcsapatban
- az Al-Washl játékosa. *a Montpellier AHB játékosa.[1]

## A válogatottban
- A több mint 130-szoros magyar válogatott a mérkőzéseken a védekezésben betöltött szerepe mellett több mint 200 góllal járult hozzá a csapat sikereihez.[2] Londonban tagja volt a 2012. évi nyári olimpiai játékokon negyedik helyet szerző férfi kézilabda-válogatottnak.[3] 2012 októberében lemondta a válogatottságot.[4]

## Edzőként
Előbb Algyőn, majd Szegeden a női csapatnál lett edző. A 2025-ös junior női kézilabda-Európa-bajnokságon Bohus Beáta szövetségi kapitány mellett másodedzőként vett rész.

## Díjai, elismerései
- Magyar Arany Érdemkereszt (2012)